# Addio alla casa gialla
Addio alla casa gialla (in originale inglese Mosby's Memoirs and Other Stories) è una raccolta di racconti di Saul Bellow, pubblicata nel 1968. Comprende sei racconti scritti dal 1951 al 1968.

## Titoli dei racconti
- Addio alla casa gialla (Leaving the Yellow House, 1957), già in "Esquire", gennaio 1958
- Il giorno del perdono (The Old System, 1967), già in "Playboy", gennaio 1968
- Alla ricerca del signor Green (Looking for Mr Green, 1951), già in "Commentary", marzo 1951
- I manoscritti Gonzaga (The Gonzaga Manuscripts, 1954), già in "Discovery", 1954
- Un futuro padre (A Father-to-Be, 1955), già in "The New Yorker", febbraio 1955
- Le memorie di Mosby (Mosby's Memoirs, 1968), già in "The New Yorker", luglio 1968

## Edizioni italiane
- Saul Bellow, Addio alla casa gialla, traduzione di Paola Ojetti, Milano, Feltrinelli ("I narratori" n. 164), 1970.
- Saul Bellow, Addio alla casa gialla, traduzione di Paola Ojetti, Milano, Feltrinelli ("UEF" n. 809), 1978, ISBN 978-88-07-80809-8.